# Medetera tritiarsis
Medetera tritiarsis är en tvåvingeart som beskrevs av Octave Parent 1928. Medetera tritiarsis ingår i släktet Medetera och familjen styltflugor. Inga underarter finns listade i Catalogue of Life.